# Smithsonian (rivista)
Smithsonian è la rivista ufficiale pubblicata dalla Smithsonian Institution di Washington, D.C. Il primo numero fu pubblicato nel 1970.

## Storia
La storia di Smithsonian iniziò quando Edward K. Thompson, redattore in pensione della rivista Life, fu incaricato dall'allora segretario della Smithsonian, Sidney Dillon Ripley, di produrre una rivista "sulle cose a cui la Smithsonian [Institution] è interessato, potrebbe essere interessato o dovrebbe essere interessato".
Thompson avrebbe in seguito ricordato che la sua filosofia per la nuova rivista era che "suscitava curiosità in menti già ricettive. Avrebbe trattato la storia per come è rilevante per il presente. Avrebbe presentato l'arte, dal momento che la vera arte non è mai datata, riproducendola il più riccamente possibile. Avrebbe scrutato il futuro attraverso la copertura del progresso sociale e della scienza e della tecnologia. Le questioni tecniche sarebbero state riassunte e rese comprensibili da scrittori qualificati che avrebbero stimolato i lettori a tendere verso l'alto senza spegnerli con il linguaggio tecnico. Avrebbero trovato i migliori scrittori e i migliori fotografi, non diversamente dal meglio della vecchia Life".
Nel 1973, la rivista ha raggiunto il guadagno per la prima volta. Nel 1974, la circolazione era quasi quadruplicata, a 635 000 copie, e raggiunse il milione nel 1975. Nel 1980, Thompson fu sostituito da Don Moser, che aveva pure lavorato a Life, e la circolazione raggiunse i due milioni, a sua volta, con Carey Winfrey al suo pensionamento nel 2001.

## Smithsonian American Ingenuity Awards
Ogni anno dal 2012, la rivista organizza gli American Ingenuity Awards, un riconoscimento per l'innovazione nelle arti, nelle scienze e nella tecnologia. Tra i vincitori ci sono Elon Musk, Lin-Manuel Miranda, OK Go, John Krasinski, Dave Eggers, Aziz Ansari, Rosanne Cash, Jeff Bezos, Fred Armisen, Bill Hader e David Lynch.
Tra i relatori si possono menzionare Stephen Hawking (due volte), Stephen Colbert, David Byrne, Herbie Hancock, Erin Brockovich, Ruben Blades, Bill Nye, Art Spiegelman e il senatore Al Franken.
Il premio è stato creato dall'artista Jeff Koons.